# Єрохін Андрій Анатолійович
Андрій Анатолійович Єрохін (нар. 24 березня 1978, Білгород-Дністровський, УРСР) — український футболіст, універсал.

## Клубна кар'єра
Вихованець дністровської ДЮСШ та дніпропетровського спортінтернату. Футбольну кар'єру розпочав навесні 1995 року в складі новомосковського «Металурга», а вже восени захищав кольори дністровського «Дністровця». На початку 1996 року виїхав до Білорусі, де став гравцем новополоцького «Нафтан-Девону». Влітку 1998 року прийняв запрошення одеського «Чорноморця», виступав також у фарм-клубах «моряків» СК «Одеса» та «Чорноморець-2» (Одеса). Навесні 2003 року відправився у піврічну оренду до ужгородського «Закарпаття». У 2004 році підписав контракт з ФК «Атирау». У 2008 році перейшов до «Востоку» (Усть-Каменогорськ). На початку 2009 року переїхав до Узбекистану, де захищав кольори «Машалу». Через півроку став гравцем «Кизилкуму». Влітку 2011 року підсилив склад «Динамо» (Самарканд), у складі якого завершив кар'єру в 2012 році.

## Кар'єра в збірній
У 2001 році в складі студентської збірної України виступав на Літній Універсіаді.

## Досягнення

### Клубні
- Перша ліга України
  -  Срібний призер (2): 1998/99, 2001/02

### У збірній
- Літня Універсіада
  -  Срібний призер (1): 2001

### Відзнаки
- Майстер спорту міжнародного класу (2001)